# Forum für Demokratischen Dialog
Medrek (Amharic: መድረክ; offiziell das Forum für den demokratischen Dialog in Äthiopien, englisch Ethiopian Federal Democratic Unity Forum; auch als FDD abgekürzt) ist eine oppositionelle politische Koalition in Äthiopien, die 2008 vom ehemaligen Verteidigungsminister Siye Abraha und dem ehemaligen Präsidenten Negasso Gidada gegründet wurde. Das Wahlsymbol der Partei sind die fünf Finger. Bei den Parlamentswahlen in Äthiopien 2010 gewann Medrek in einem Wahlbezirk in der Hauptstadt Addis Abeba einen Sitz im Volksrepräsentantenhaus und vertrat einen Wahlbezirk in Addis Abeba. Dies war angeblich auf die mangelnde Transparenz der Wahlen zurückzuführen. Medrek erhielt landesweit 30 % der Stimmen, aber nur einen Sitz im Parlament, da die Wahlen in Äthiopien nach dem Mehrheitswahlsystem mit nur einem Mitglied durchgeführt werden.

## Gründung
Die Koalition wurde im Jahre 2008 von einem Parteienbündnis, drei Parteien und zwei Politikern gegründet:
- Parteienbündnis der Vereinigten Äthiopischen Demokratischen Kräfte, geführt von Merera Gudina und Beyene Petros
- Föderalistische Demokratische Oromo-Bewegung, geführt von Bulcha Demeksa
- Somali Democratic Alliance Forces, und die
- Union of Tigrians for Democracy and Sovereignty (auch bekannt als ARENA)
- Negasso Gidada, Parlamentsabgeordneter, ehemaliger Präsident
- Siye Abraha, ehemaliger Verteidigungsminister.

Medrek unterstützt ein liberal und demokratisch regiertes Äthiopien sowie eine föderale Staatsordnung. Eines ihrer Hauptziele ist es, die Sprache Oromo, welche die am häufigsten gesprochene Sprache Äthiopiens ist, zur zweiten Amtssprache neben dem Amharischen zu erheben.

## Entwicklung
Im Februar 2009 trat die größte Oppositionspartei des Landes, die von Birtukan Mideksa geführte Einheit für Demokratie und Gerechtigkeit, der Medrek bei.
Bei den Wahlen 2010 umfasste Medrek acht politische Parteien, einschließlich drei politische Parteien, welche vorher Mitglieder der Vereinigten Äthiopischen Demokratischen Kräfte waren:
- Oromo People’s Congress, geführt von Merera Gudina
- Äthiopische Sozialdemokratische Partei
- Demokratisches Bündnis der Völker Südäthiopiens

Die Koalition wird geführt von Birtukan Medeksa, ihr Vorsitzender ist Merera Gudina.
Das schlechte Abschneiden des Bündnisses mit nur einem Sitz geschah aus eigener Sicht aufgrund der Intransparenz der Wahlen sowie des Sitzverteilungssystems. Medrek gewann 30 % aller Stimmen, erhielt aber nur 0,2 % der Sitze im Parlament, da die Sitze in den einzelnen Wahlkreisen nach Mehrheitswahl vergeben werden.
Im März 2011 berichtete Medrek, dass Hunderte ihrer Anhänger festgenommen worden seien.
Medrek stellte bei den Parlamentswahlen 2015 in Äthiopien 270 Kandidaten auf.

## Ideologie
Medrek unterstützt ein sozialdemokratisches Wirtschaftsmodell und die derzeitige Regelung des ethnischen Föderalismus, die seit 1995 in Äthiopien umgesetzt wird. Medrek setzt sich nachdrücklich für die Wahrung der Einheit und Souveränität Äthiopiens im Rahmen des ethnisch-föderalen Systems ein. Medrek befürwortet auch die Einführung von Afan Oromo, Tigrinya und Somali als Amtssprachen in Äthiopien neben Amharisch.